# Благовар
Благова́р (рос. Благовар, башк. Благовар) — село (в минулому селище) у складі Благоварського району Башкортостану, Росія. Адміністративний центр Благоварської сільської ради.
Населення — 2061 особа (2010; 1923 в 2002).
Національний склад:
- башкири — 42 %
- росіяни — 30 %